# Haklovy Dvory
Haklovy Dvory (německy Hackelhöf, původně nazývány jen Dvory) je místní část města České Budějovice ve stejnojmenném katastru. Nacházejí se necelý kilometr od západního okraje Českých Budějovic mezi rybníky Starohaklovským a Novohaklovským, v blízkosti je vybudována řada dalších rybníků. Ves obsluhují na dvou zastávkách autobusy městské hromadné dopravy.

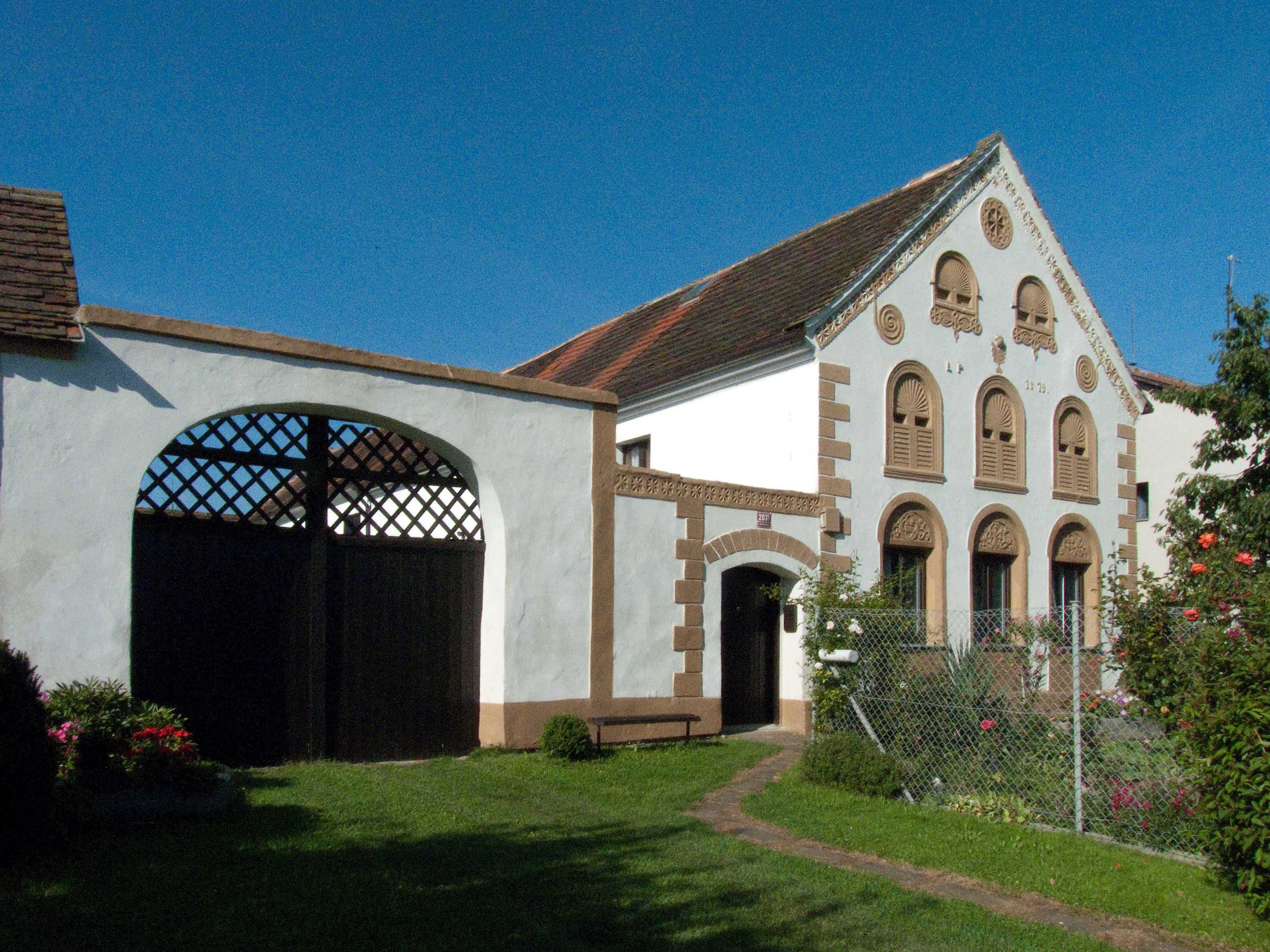
Stavení č. 2031 v Haklových Dvorech

## Historie
Vesnice je prvně zmiňována v roce 1368. Původ názvu vesnice se může odvozovat buď od měšťana Haklina (v němčině Hackl) anebo ze středohornoněmeckého slova Haag označujícího živý plot, které se také četlo "hak", Höf je zkrácenou verzí množného čísla slova označujícího (hospodářský) dvůr. Ves se rozrůstala velmi pomalu, a ještě roku 1900 měla pouze 36 domů a s necelými 250 obyvateli, přestože již 50 let fungovala jako samosprávní obec.
V 16. století byly na základě rozhodnutí českobudějovické městské rady severně a jižně od vsi vyhloubeny rybníky Starohaklovský (Buschen Teich) a Novohaklovský (Neuhacklhöfer Teich). Ještě v první čtvrtině 20. století přes ves vedla silnice do Vodňan, která byla pak přesměrována přes České Vrbné.
V letech 1710-23 byl na části pozemků po zaniklé vesnici Houžná postaven Nový dvůr, jehož rozdělením na obytné jednotky později vznikly dnešní Nové Dvory, které také spadaly pod Dvory Haklovy.
Od roku 1850 do roku 1976 byly Haklovy Dvory samostatnou obcí.
V roce 1922 byla zavřena místní německá vesnická škola a namísto ní se otevřela škola česká s méně žáky, proti čemuž dokonce protestovali v parlamentu němečtí poslanci a německá škola byla nakonec znovu otevřena s podmínkou minimálního počtu žáků, kteří ji musí navštěvovat.
Během okupace vojsky Varšavské smlouvy v roce 1968 byl sovětskou strážní službou ve vsi zastřelen dělník Václav Balounu kvůli údajnému neuposlechnutí výzvy, aby zůstal stát.
Obecní razítko s německým popisem obce mělo prokazatelně do roku 1924 ve středu otep obilí a odráželo tak hlavní zdroj příjmů místních obyvatel, zemědělství. Je také známo, že obiloviny v okolí dobře rostly a hojně se zde pěstovaly. Od 30. let 20. století se začalo používat dvojjazyčné razítko s českým lvem. Počínaje 30. dubnem 1976 byly Haklovy Dvory administrativně včleněny do části obce České Budějovice 2 a obec tak zanikla.
Na katastrálním území Haklových Dvorů leží i Zavadilka, kam směřovala zástavba novousedlíků ve 30. letech 20. století. Mírný nárůst obyvatel obce souvisel právě s touto výstavbou. Na začátku 21. století měly tak vlastní Haklovy Dvory méně obyvatel než Zavadilka.

## Památky a zajímavosti

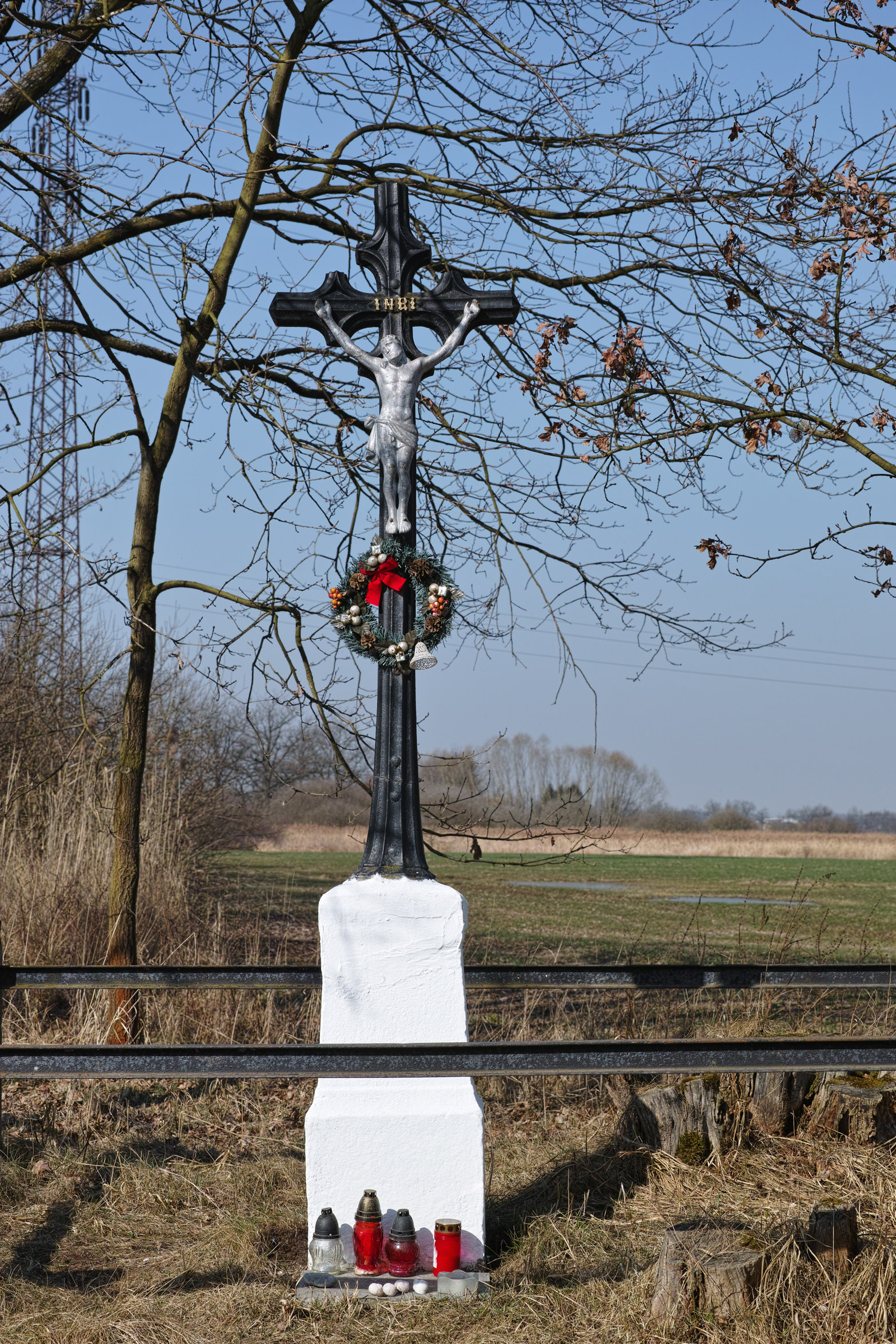
Křížek u Šnejdlíku

- Přestože se ves díky své poloze v blízkosti krajského města rozrůstala novostavbami, domy v jejím centru si zachovaly původní vzhled. Především mnohá stavení na návsi mají dochovány rysy selského baroka a lze tak obdivovat jejich dekorativní brány a štíty s průduchy, nápisy a dalšími ozdobami.
- Na návsi se zachovala budova se zvoničkou, která sloužila jako kovárna, oblouk pro kovárny typický byl však zazděn.
- Přes vesnici či do ní vedou cyklotrasy č. 1109 a 1108.[11]
- O Haklových dvorech natočil Jiří Franěk v roce 2014 krátký dokumentární film.[12]
- Haklovy Dvory mají dlouhou jezdeckou tradici, na jízdárně ve vsi začal v jezdeckém oddíle TJ Žižka jezdit a o koně pečovat i Karel Roden.[13] Od roku 2010 vychází z Haklových Dvorů modrá jezdecká stezka.[14]
- Z Haklových Dvorů pocházel Tecelín Josef Jaksch, jenž byl od roku 1925 opatem vyšebrodského kláštera.[15]
- Mezi Starým houženským a Starohaklovským rybníkem roste v blízkosti osady Nové Dvory památný dub, dle AOPK č. 103178.[16]
- V Nových Dvorech má sídlo pivovar Kněžínek.
- Severozápadně od Haklových Dvorů, v blízkosti Nových Dvorů, stojí při polní cestě a Dubenském potoku křížek s datací 1804. Další křížek se nachází u rybníka Šnejdlík.
- Západně od vsi stojí u samoty kaplička.